# Change for Equality
Change for Equality (dt. Veränderung für Gleichstellung; auch One Million Signatures, dt. Eine Million Unterschriften) ist eine Frauenrechtskampagne im Iran.
Nachdem am 12. Juni 2006 eine Demonstration gegen Frauendiskriminierung auf dem Haft-e-Tir-Platz in Teheran gewaltsam niedergeschlagen worden war, gründeten Frauenrechtler die Kampagne, um eine Million Unterschriften zu sammeln. Diese würden benötigt, um einen Änderungsvorschlag der Rechtslage vor das Parlament zu bringen.
Die Kampagne zielt auf gleiche Rechte bei Ehe und Erbschaft, Ende der Polygamie, strengere Strafen bei Ehrenmorden und anderen Formen von Gewalt.
In der Islamischen Republik Iran kam es immer wieder zu Gefängnisstrafen bei den Aktivisten.
Im Ausland wurde die Kampagne mehrfach ausgezeichnet, darunter 2007 mit dem Olof-Palme-Preis (Schweden), 2009 mit der Quadriga (Deutschland) und ebenfalls 2009 mit dem Anna-Politkowskaja-Preis.